# Planalto Alegre
Planalto Alegre est une ville brésilienne située dans la mésorégion Ouest de Santa Catarina, dans l'État de Santa Catarina.

## Géographie
Planalto Alegre se situe par une latitude de 27° 04′ 13″ sud et par une longitude de 52° 51′ 56″ ouest, à une altitude de 495 mètres.
Sa population était de 2 659 habitants au recensement de 2010. La municipalité s'étend sur 63 km2.
Elle fait partie de la microrégion de Chapecó, dans la mésorégion Ouest de Santa Catarina.

## Villes voisines
Planalto Alegre est voisine des municipalités (municípios) suivantes :
- Águas de Chapecó
- Caxambu do Sul
- Chapecó
- Guatambú
- Nova Itaberaba